# Eleição federal na Alemanha Ocidental em 1961
As eleições federais na Alemanha Ocidental foram realizadas a 17 de Setembro de 1961 e, serviram para eleger os 521 deputados ao Bundestag.
Os resultados deram nova vitória aos partidos de centro-direita, União Democrata-Cristã e União Social Cristã, que, conquistaram 45,4% dos votos e 251 deputados. Apesar desta vitória, pela primeira vez desde da Guerra, os eleitores alemães começavam a duvidar da capacidade da liderança de Konrad Adenauer, muito por culpa da sua avançada idade (85 anos) e pela sua postura em relação à Crise de Berlim em 1961. Este resultado significou, para os democratas-cristãos, a perda da maioria absoluta.
O principal partido da oposição, o Partido Social-Democrata, estava num processo de profunda transformação ideológica, com a adopção do Programa Godesberg, em que o partido rejeitava o marxismo e se afirmava como um partido de centro-esquerda. Esta mudança ideológica do SPD e o seu candidato a chanceler, Willy Brandt, presidente de Berlim Ocidental durante a Crise de Berlim em que ganhou reconhecimento internacional, fez com que os sociais-democratas obtivessem o seu melhor resultado pós-guerra, conquistando 36,2% dos votos e 203 deputados.
Por fim, o Partido Democrático Liberal também obteve o seu melhor resultado eleitoral, com 12,8% dos votos e 67 deputados, enquanto que, o Partido de Toda Alemanha, o partido descendente da fusão entre o Partido Alemão e o Bloco dos Refugiados e Expatriados, não conseguiu entrar no parlamento, ficando pelos 2,8% dos votos.
Após as eleições, Konrad Adenauer manteve-se como chanceler, liderando um governo de coligação entre CDU, CSU e FDP. Importa referir que, em 1963, Ludwig Erhard sucedeu a Adenauer, liderando a mesma coligação de governo.

## Resultados Oficiais

### Método Proporcional (Lista)
| Partido                     | Partido                     | Partido                     | Votos          | %               | +/-      | Deputados | +/-   |
| --------------------------- | --------------------------- | --------------------------- | -------------- | --------------- | -------- | --------- | ----- |
|                             |                             | União Democrata-Cristã      | 11 283 901     | 35,76 / 100,00  | 3,95     | 87 / 274  | 12    |
|                             | União Social-Cristã         | 3 014 471                   | 9,55 / 100,00  | 0,93            | 8 / 274  | Estável   |       |
| CDU/CSU                     | CDU/CSU                     | 14 298 372                  | 45,31 / 100,00 | 4,88            | 95 / 274 | 12        |       |
|                             | Partido Social-Democrata    | Partido Social-Democrata    | 11 427 355     | 36,22 / 100,00  | 4,47     | 112 / 274 | 23    |
|                             | Partido Democrático Liberal | Partido Democrático Liberal | 4 028 766      | 12,77 / 100,00  | 5,06     | 67 / 274  | 24    |
| Barreira Eleitoral de 5,00% |                             |                             |                |                 |          |           |       |
|                             | Partido de Toda Alemanha    | Partido de Toda Alemanha    | 870 756        | 2,76 / 100,00   | 5,20     | 0 / 274   | 11    |
|                             | União Alemã pela Paz        | União Alemã pela Paz        | 609 918        | 1,93 / 100,00   | Novo     | 0 / 274   | Novo  |
|                             | Outros                      | Outros                      | 315 734        | 1,00 / 100,00   |          | 0 / 274   |       |
| Votos Inválidos             | Votos Inválidos             | Votos Inválidos             | 1 298 723      |                 |          |           |       |
| Total                       | Total                       | Total                       | 32 849 624     | 100,00 / 100,00 |          | 274 / 274 | 2     |
| Eleitorado/Participação     | Eleitorado/Participação     | Eleitorado/Participação     | 37 440 715     | 87,74 / 100,00  | 0,03     |           |       |
| Fonte                       | Fonte                       | Fonte                       | [ 4 ]          | [ 4 ]           | [ 4 ]    | [ 4 ]     | [ 4 ] |

### Método Uninominal (Distrito)
| Partido                 | Partido                     | Partido                     | Votos          | %               | +/-       | Deputados | +/-   |
| ----------------------- | --------------------------- | --------------------------- | -------------- | --------------- | --------- | --------- | ----- |
|                         |                             | União Democrata-Cristã      | 11 622 995     | 36,32 / 100,00  | 3,39      | 114 / 247 | 33    |
|                         | União Social-Cristã         | 3 104 742                   | 9,70 / 100,00  | 0,87            | 42 / 247  | 5         |       |
| CDU/CSU                 | CDU/CSU                     | 14 727 737                  | 46,02 / 100,00 | 4,26            | 156 / 247 | 38        |       |
|                         | Partido Social-Democrata    | Partido Social-Democrata    | 11 672 057     | 36,47 / 100,00  | 4,46      | 91 / 247  | 45    |
|                         | Partido Democrático Liberal | Partido Democrático Liberal | 3 886 269      | 12,08 / 100,00  | 4,53      | 0 / 247   | 1     |
|                         | Partido de Toda Alemanha    | Partido de Toda Alemanha    | 859 290        | 2,68 / 100,00   | 5,23      | 0 / 247   | 6     |
|                         | União Alemã pela Paz        | União Alemã pela Paz        | 587 488        | 1,84 / 100,00   | Novo      | 0 / 247   | Novo  |
|                         | Outros                      | Outros                      | 291 625        | 0,91 / 100,00   |           | 0 / 247   |       |
| Votos Inválidos         | Votos Inválidos             | Votos Inválidos             | 845 158        |                 |           |           |       |
| Total                   | Total                       | Total                       | 32 849 624     | 100,00 / 100,00 |           | 247 / 247 |       |
| Eleitorado/Participação | Eleitorado/Participação     | Eleitorado/Participação     | 37 440 715     | 87,74 / 100,00  | 0,03      |           |       |
| Fonte                   | Fonte                       | Fonte                       | [ 4 ]          | [ 4 ]           | [ 4 ]     | [ 4 ]     | [ 4 ] |

### Total de Deputados
| Partido                 | Partido                     | Partido                     | Distrito Eleitoral | Distrito Eleitoral | Lista de Partido | Lista de Partido | Total     | Total |
| Partido                 | Partido                     | Partido                     | Deputados          | +/-                | Deputados        | +/-              | Deputados | +/-   |
| ----------------------- | --------------------------- | --------------------------- | ------------------ | ------------------ | ---------------- | ---------------- | --------- | ----- |
|                         |                             | União Democrata-Cristã      | 114 / 247          | 33                 | 87 / 274         | 12               | 201 / 521 | 21    |
|                         | União Social-Cristã         | 42 / 247                    | 5                  | 8 / 274            | Estável          | 50 / 521         | 5         |       |
| CDU/CSU                 | CDU/CSU                     | 156 / 247                   | 38                 | 95 / 274           | 12               | 251 / 521        | 26        |       |
|                         | Partido Social-Democrata    | Partido Social-Democrata    | 91 / 247           | 45                 | 112 / 274        | 23               | 203 / 521 | 22    |
|                         | Partido Democrático Liberal | Partido Democrático Liberal | 0 / 247            | 1                  | 67 / 274         | 24               | 67 / 521  | 23    |
|                         | Partido de Toda Alemanha    | Partido de Toda Alemanha    | 0 / 247            | 6                  | 0 / 274          | 11               | 0 / 521   | 17    |
|                         | União Alemã pela Paz        | União Alemã pela Paz        | 0 / 247            | Novo               | 0 / 274          | Novo             | 0 / 521   | Novo  |
|                         | Outros                      | Outros                      | 0 / 247            |                    | 0 / 274          |                  | 0 / 519   |       |
| Votos Inválidos         |                             |                             |                    |                    |                  |                  |           |       |
| Total                   | Total                       | Total                       | 247 / 247          |                    | 274 / 274        | 2                | 521 / 521 | 2     |
| Eleitorado/Participação |                             |                             |                    |                    |                  |                  |           |       |
| Fonte                   | Fonte                       | Fonte                       | [ 4 ]              | [ 4 ]              | [ 4 ]            | [ 4 ]            | [ 4 ]     | [ 4 ] |

## Resultados por Estado Federal
A tabela de resultados apresentada refere-se aos votos obtidos na lista de partido e, apenas, refere-se a partidos com mais de 1,0% dos votos:
| Estado                     | %       | D       | %    | D   | %    | D   | %   | D   | %   | D   | Votantes   |
| Estado                     | CDU CSU | CDU CSU | SPD  | SPD | FDP  | FDP | GDP | GDP | DFU | DFU | Votantes   |
| -------------------------- | ------- | ------- | ---- | --- | ---- | --- | --- | --- | --- | --- | ---------- |
| Baden-Württemberg          | 45,3    | 32      | 32,1 | 22  | 16,6 | 12  | 2,8 | -   | 2,3 | -   | 4 419 748  |
| Baixa Saxônia              | 39,0    | 26      | 38,7 | 25  | 13,2 | 9   | 6,1 | -   | 1,3 | -   | 3 950 248  |
| Baviera                    | 54,9    | 50      | 30,1 | 28  | 8,7  | 8   | 3,9 | -   | 1,6 | -   | 5 714 545  |
| Berlim Ocidental (Nota)    | 37,7    | 9       | 52,6 | 13  | 3,8  | -   | -   | -   | -   | -   | 1 632 540  |
| Bremen                     | 27,0    | 1       | 49,7 | 3   | 15,2 | 1   | 4,1 | -   | 3,0 | -   | 414 498    |
| Hamburgo                   | 31,9    | 6       | 46,9 | 9   | 15,7 | 3   | 1,0 | -   | 3,6 | -   | 1 227 787  |
| Hesse                      | 34,9    | 17      | 42,8 | 21  | 15,2 | 7   | 4,1 | -   | 2,3 | -   | 3 028 241  |
| Renânia do Norte-Vestfália | 47,6    | 76      | 37,3 | 60  | 11,8 | 19  | 0,9 | -   | 2,0 | -   | 9 799 429  |
| Renânia-Palatinado         | 48,9    | 16      | 33,5 | 11  | 13,2 | 4   | 0,5 | -   | 1,5 | -   | 2 069 927  |
| Sarre                      | 49,0    | 5       | 33,5 | 3   | 12,9 | 1   | 0,3 | -   | 3,2 | -   | 626 817    |
| Schleswig-Holstein         | 41,8    | 13      | 36,4 | 8   | 13,8 | 3   | 3,9 | -   | 1,3 | -   | 1 431 704  |
| Alemanha Ocidental         | 45,3    | 251     | 36,2 | 203 | 12,8 | 67  | 2,8 | -   | 1,9 | -   | 32 849 624 |

Nota: Berlim Ocidental, oficialmente, não integrava a Alemanha Ocidental e, como tal, os seus deputados eram eleitos conformes os resultados das eleições regionais que correspondiam ao período das eleições federais alemãs.

### Baden-Württemberg
| Partido                 | Partido                     | Distrito Eleitoral | Distrito Eleitoral | Distrito Eleitoral | Lista de Partido | Lista de Partido | Lista de Partido | Deputados | +/-  |
| Partido                 | Partido                     | Votos              | %                  | +/-                | Votos            | %                | +/-              | Deputados | +/-  |
| ----------------------- | --------------------------- | ------------------ | ------------------ | ------------------ | ---------------- | ---------------- | ---------------- | --------- | ---- |
|                         | União Democrata-Cristã      | 1 955 620          | 45,8 / 100,0       | 7,6                | 1 899 266        | 45,3 / 100,0     | 7,5              | 32 / 66   | 5    |
|                         | Partido Social-Democrata    | 1 385 442          | 32,4 / 100,0       | 5,8                | 1 342 885        | 32,1 / 100,0     | 6,3              | 22 / 66   | 4    |
|                         | Partido Democrático Liberal | 697 279            | 16,3 / 100,0       | 2,5                | 697 311          | 16,6 / 100,0     | 2,2              | 12 / 66   | 1    |
|                         | Partido de Toda Alemanha    | 111 704            | 2,6 / 100,0        | 2,7                | 116 611          | 2,8 / 100,0      | 3,2              | 0 / 66    | 1    |
|                         | União Alemã pela Paz        | 90 287             | 2,1 / 100,0        | Novo               | 95 137           | 2,3 / 100,0      | Novo             | 0 / 66    | Novo |
|                         | Outros                      | 33 566             | 0,7 / 100,0        |                    | 37 953           | 0,9 / 100,0      |                  | 0 / 66    |      |
| Votos Inválidos         | Votos Inválidos             | 145 850            | 3,3 / 100,0        | 0,2                | 230 585          | 5,2 / 100,0      | 0,6              |           |      |
| Total                   | Total                       | 4 419 748          | 100,0 / 100,0      |                    | 4 419 748        | 100,0 / 100,0    |                  | 66 / 66   | 1    |
| Eleitorado/Participação | Eleitorado/Participação     | 5 211 883          | 84,8 / 100,0       | 0,4                | 5 211 883        | 84,8 / 100,0     | 0,4              |           |      |

### Baixa Saxônia
| Partido                 | Partido                     | Distrito Eleitoral | Distrito Eleitoral | Distrito Eleitoral | Lista de Partido | Lista de Partido | Lista de Partido | Deputados | +/-     |
| Partido                 | Partido                     | Votos              | %                  | +/-                | Votos            | %                | +/-              | Deputados | +/-     |
| ----------------------- | --------------------------- | ------------------ | ------------------ | ------------------ | ---------------- | ---------------- | ---------------- | --------- | ------- |
|                         | União Democrata-Cristã      | 1 606 479          | 40,1 / 100,0       | 2,8                | 1 536 956        | 39,0 / 100,0     | 0,1              | 26 / 60   | 1       |
|                         | Partido Social-Democrata    | 1 556 255          | 38,9 / 100,0       | 5,5                | 1 526 824        | 38,7 / 100,0     | 5,9              | 25 / 60   | 3       |
|                         | Partido Democrático Liberal | 476 886            | 11,9 / 100,0       | 6,1                | 519 139          | 13,2 / 100,0     | 7,3              | 9 / 60    | 5       |
|                         | Partido de Toda Alemanha    | 253 372            | 6,3 / 100,0        | 14,4               | 242 219          | 6,1 / 100,0      | 12,9             | 0 / 60    | 8       |
|                         | Partido do Reich Alemão     | 59 731             | 1,5 / 100,0        | 0,8                | 63 251           | 1,6 / 100,0      | 0,7              | 0 / 60    | Estável |
|                         | União Alemã pela Paz        | 46 259             | 1,2 / 100,0        | Novo               | 50 380           | 1,3 / 100,0      | Novo             | 0 / 60    | Novo    |
|                         | Outros                      | 2 858              | 0,1 / 100,0        |                    | 4 186            | 0,1 / 100,0      |                  | 0 / 60    |         |
| Votos Inválidos         | Votos Inválidos             | 81 650             | 2,0 / 100,0        | 1,1                | 140 535          | 3,4 / 100,0      | 0,3              |           |         |
| Total                   | Total                       | 4 083 490          | 100,0 / 100,0      |                    | 4 083 490        | 100,0 / 100,0    |                  | 60 / 60   | 1       |
| Eleitorado/Participação | Eleitorado/Participação     | 4 613 112          | 88,5 / 100,0       | 0,5                | 4 613 112        | 88,5 / 100,0     | 0,5              |           |         |

### Baviera
| Partido                 | Partido                     | Distrito Eleitoral | Distrito Eleitoral | Distrito Eleitoral | Lista de Partido | Lista de Partido | Lista de Partido | Deputados | +/-     |
| Partido                 | Partido                     | Votos              | %                  | +/-                | Votos            | %                | +/-              | Deputados | +/-     |
| ----------------------- | --------------------------- | ------------------ | ------------------ | ------------------ | ---------------- | ---------------- | ---------------- | --------- | ------- |
|                         | União Social-Cristã         | 3 104 742          | 55,7 / 100,0       | 2,2                | 3 014 471        | 54,9 / 100,0     | 2,3              | 50 / 86   | 3       |
|                         | Partido Social-Democrata    | 1 690 099          | 30,3 / 100,0       | 5,2                | 1 652 642        | 30,1 / 100,0     | 3,7              | 28 / 86   | 3       |
|                         | Partido Democrático Liberal | 450 506            | 8,1 / 100,0        | 3,3                | 479 830          | 8,7 / 100,0      | 4,1              | 8 / 86    | 4       |
|                         | Partido de Toda Alemanha    | 214 672            | 3,8 / 100,0        | 3,7                | 216 160          | 3,9 / 100,0      | 3,6              | 0 / 86    | Estável |
|                         | União Alemã pela Paz        | 83 946             | 1,5 / 100,0        | Novo               | 87 388           | 1,6 / 100,0      | Novo             | 0 / 66    | Novo    |
|                         | Outros                      | 34 345             | 0,5 / 100,0        |                    | 36 471           | 0,6 / 100,0      |                  | 0 / 66    |         |
| Votos Inválidos         | Votos Inválidos             | 136 235            | 2,4 / 100,0        | 0,7                | 227 583          | 4,0 / 100,0      | 0,4              |           |         |
| Total                   | Total                       | 5 714 545          | 100,0 / 100,0      |                    | 5 714 545        | 100,0 / 100,0    |                  | 86 / 86   | 4       |
| Eleitorado/Participação | Eleitorado/Participação     | 6 551 728          | 87,2 / 100,0       | 0,5                | 6 551 728        | 87,2 / 100,0     | 0,5              |           |         |

### Berlim Ocidental
| Partido                 | Partido                      | Votos     | %             | +/- | Deputados | +/-     |
| ----------------------- | ---------------------------- | --------- | ------------- | --- | --------- | ------- |
|                         | Partido Social-Democrata     | 850 127   | 52,6 / 100,0  | 8,0 | 13 / 22   | 1       |
|                         | União Democrata-Cristã       | 609 097   | 37,7 / 100,0  | 7,3 | 9 / 22    | 2       |
|                         | Partido Democrático Liberal  | 61 119    | 3,8 / 100,0   | 9,0 | 0 / 22    | 3       |
|                         | Partido Alemão               | 53 912    | 3,3 / 100,0   | 1,6 | 0 / 22    | Estável |
|                         | Partido Socialista Unificado | 31 572    | 1,9 / 100,0   | 0,8 | 0 / 22    | Estável |
|                         | Outros                       | 10 681    | 0,7 / 100,0   |     | 0 / 22    |         |
| Votos Inválidos         | Votos Inválidos              | 16 032    | 1,0 / 100,0   | 0,3 |           |         |
| Total                   | Total                        | 1 632 540 | 100,0 / 100,0 |     | 22 / 22   |         |
| Eleitorado/Participação | Eleitorado/Participação      | 1 757 842 | 92,9 / 100,0  | 1,1 |           |         |

### Bremen
| Partido                 | Partido                     | Distrito Eleitoral | Distrito Eleitoral | Distrito Eleitoral | Lista de Partido | Lista de Partido | Lista de Partido | Deputados | +/-     |
| Partido                 | Partido                     | Votos              | %                  | +/-                | Votos            | %                | +/-              | Deputados | +/-     |
| ----------------------- | --------------------------- | ------------------ | ------------------ | ------------------ | ---------------- | ---------------- | ---------------- | --------- | ------- |
|                         | Partido Social-Democrata    | 220 130            | 50,1 / 100,0       | 3,6                | 212 734          | 49,7 / 100,0     | 3,5              | 3 / 5     | Estável |
|                         | União Democrata-Cristã      | 121 347            | 27,6 / 100,0       | 3,1                | 115 493          | 27,0 / 100,0     | 3,4              | 1 / 5     | 1       |
|                         | Partido Democrático Liberal | 63 985             | 14,6 / 100,0       | 9,1                | 64 955           | 15,2 / 100,0     | 9,4              | 1 / 5     | 1       |
|                         | Partido de Toda Alemanha    | 17 033             | 3,9 / 100,0        | 11,8               | 17 498           | 4,1 / 100,0      | 11,7             | 0 / 5     | 1       |
|                         | União Alemã pela Paz        | 12 362             | 2,8 / 100,0        | Novo               | 12 639           | 3,0 / 100,0      | Novo             | 0 / 5     | Novo    |
|                         | Partido do Reich Alemão     | 4 767              | 1,1 / 100,0        | 0,2                | 4 922            | 1,1 / 100,0      | 0,3              | 0 / 5     | Estável |
| Votos Inválidos         | Votos Inválidos             | 8 312              | 1,9 / 100,0        | 0,2                | 19 695           | 4,4 / 100,0      | 0,6              |           |         |
| Total                   | Total                       | 447 936            | 100,0 / 100,0      |                    | 447 936          | 100,0 / 100,0    |                  | 5 / 5     | 1       |
| Eleitorado/Participação | Eleitorado/Participação     | 507 760            | 88,2 / 100,0       | 0,5                | 507 760          | 88,2 / 100,0     | 0,5              |           |         |

### Hamburgo
| Partido                 | Partido                     | Distrito Eleitoral | Distrito Eleitoral | Distrito Eleitoral | Lista de Partido | Lista de Partido | Lista de Partido | Deputados | +/-     |
| Partido                 | Partido                     | Votos              | %                  | +/-                | Votos            | %                | +/-              | Deputados | +/-     |
| ----------------------- | --------------------------- | ------------------ | ------------------ | ------------------ | ---------------- | ---------------- | ---------------- | --------- | ------- |
|                         | Partido Social-Democrata    | 570 382            | 47,2 / 100,0       | 1,0                | 560 038          | 46,9 / 100,0     | 1,1              | 9 / 18    | Estável |
|                         | União Democrata-Cristã      | 392 417            | 32,4 / 100,0       | 5,8                | 380 613          | 31,9 / 100,0     | 5,5              | 6 / 18    | 1       |
|                         | Partido Democrático Liberal | 182 919            | 15,1 / 100,0       | 6,0                | 187 255          | 15,7 / 100,0     | 6,3              | 3 / 18    | 1       |
|                         | União Alemã pela Paz        | 42 670             | 3,5 / 100,0        | Novo               | 43 442           | 3,6 / 100,0      | Novo             | 0 / 18    | Novo    |
|                         | Partido de Toda Alemanha    | 11 081             | 0,9 / 100,0        | 4,6                | 11 848           | 1,0 / 100,0      | 5,2              | 0 / 18    | 1       |
|                         | Outros                      | 10 175             | 0,8 / 100,0        |                    | 10 541           | 0,9 / 100,0      |                  | 0 / 18    |         |
| Votos Inválidos         | Votos Inválidos             | 18 143             | 1,5 / 100,0        | 0,1                | 34 050           | 2,8 / 100,0      | 0,2              |           |         |
| Total                   | Total                       | 1 227 787          | 100,0 / 100,0      |                    | 1 227 787        | 100,0 / 100,0    |                  | 18 / 18   | 1       |
| Eleitorado/Participação | Eleitorado/Participação     | 1 386 411          | 88,6 / 100,0       | 0,6                | 1 386 411        | 88,6 / 100,0     | 0,6              |           |         |

### Hesse
| Partido                 | Partido                     | Distrito Eleitoral | Distrito Eleitoral | Distrito Eleitoral | Lista de Partido | Lista de Partido | Lista de Partido | Deputados | +/-  |
| Partido                 | Partido                     | Votos              | %                  | +/-                | Votos            | %                | +/-              | Deputados | +/-  |
| ----------------------- | --------------------------- | ------------------ | ------------------ | ------------------ | ---------------- | ---------------- | ---------------- | --------- | ---- |
|                         | Partido Social-Democrata    | 1 271 675          | 43,2 / 100,0       | 3,4                | 1 233 312        | 42,8 / 100,0     | 4,8              | 21 / 45   | 2    |
|                         | União Democrata-Cristã      | 1 055 277          | 35,8 / 100,0       | 2,8                | 1 003 279        | 34,9 / 100,0     | 6,0              | 17 / 45   | 3    |
|                         | Partido Democrático Liberal | 425 210            | 14,4 / 100,0       | 5,6                | 438 726          | 15,2 / 100,0     | 6,7              | 7 / 45    | 3    |
|                         | Partido de Toda Alemanha    | 114 100            | 3,9 / 100,0        | 8,5                | 118 965          | 4,1 / 100,0      | 7,0              | 0 / 45    | 3    |
|                         | União Alemã pela Paz        | 62 507             | 2,1 / 100,0        | Novo               | 65 989           | 2,3 / 100,0      | Novo             | 0 / 45    | Novo |
|                         | Outros                      | 15 113             | 0,5 / 100,0        |                    | 18 418           | 0,6 / 100,0      |                  | 0 / 45    |      |
| Votos Inválidos         | Votos Inválidos             | 84 359             | 2,8 / 100,0        | 0,8                | 149 552          | 4,9 / 100,0      | 0,2              |           |      |
| Total                   | Total                       | 3 028 241          | 100,0 / 100,0      |                    | 3 028 241        | 100,0 / 100,0    |                  | 45 / 45   | 1    |
| Eleitorado/Participação | Eleitorado/Participação     | 3 395 285          | 89,2 / 100,0       | 0,1                | 3 395 285        | 89,2 / 100,0     | 0,1              |           |      |

### Renânia do Norte-Vestfália
| Partido                 | Partido                     | Distrito Eleitoral | Distrito Eleitoral | Distrito Eleitoral | Lista de Partido | Lista de Partido | Lista de Partido | Deputados | +/-  |
| Partido                 | Partido                     | Votos              | %                  | +/-                | Votos            | %                | +/-              | Deputados | +/-  |
| ----------------------- | --------------------------- | ------------------ | ------------------ | ------------------ | ---------------- | ---------------- | ---------------- | --------- | ---- |
|                         | União Democrata-Cristã      | 4 602 409          | 48,1 / 100,0       | 6,9                | 4 530 553        | 47,6 / 100,0     | 6,8              | 76 / 155  | 11   |
|                         | Partido Social-Democrata    | 3 593 596          | 37,6 / 100,0       | 3,3                | 3 549 359        | 37,3 / 100,0     | 3,8              | 60 / 155  | 6    |
|                         | Partido Democrático Liberal | 1 063 302          | 11,1 / 100,0       | 5,5                | 1 118 460        | 11,8 / 100,0     | 5,5              | 19 / 155  | 8    |
|                         | União Alemã pela Paz        | 184 218            | 1,9 / 100,0        | Novo               | 188 442          | 2,0 / 100,0      | Novo             | 0 / 155   | Novo |
|                         | Outros                      | 122 451            | 1,2 / 100,0        |                    | 131 432          | 1,4 / 100,0      |                  | 0 / 155   |      |
| Votos Inválidos         | Votos Inválidos             | 233 453            | 2,4 / 100,0        | Estável            | 281 183          | 2,9 / 100,0      | 0,4              |           |      |
| Total                   | Total                       | 9 799 429          | 100,0 / 100,0      |                    | 9 799 429        | 100,0 / 100,0    |                  | 155 / 155 | 1    |
| Eleitorado/Participação | Eleitorado/Participação     | 11 085 775         | 88,4 / 100,0       | 0,4                | 11 085 775       | 88,4 / 100,0     | 0,4              |           |      |

### Renânia-Palatinado
| Partido                 | Partido                     | Distrito Eleitoral | Distrito Eleitoral | Distrito Eleitoral | Lista de Partido | Lista de Partido | Lista de Partido | Deputados | +/-     |
| Partido                 | Partido                     | Votos              | %                  | +/-                | Votos            | %                | +/-              | Deputados | +/-     |
| ----------------------- | --------------------------- | ------------------ | ------------------ | ------------------ | ---------------- | ---------------- | ---------------- | --------- | ------- |
|                         | União Democrata-Cristã      | 988 462            | 49,4 / 100,0       | 4,6                | 964 270          | 48,9 / 100,0     | 4,8              | 16 / 31   | 2       |
|                         | Partido Social-Democrata    | 675 693            | 33,8 / 100,0       | 3,1                | 659 830          | 33,5 / 100,0     | 3,1              | 11 / 31   | 1       |
|                         | Partido Democrático Liberal | 255 961            | 12,8 / 100,0       | 3,1                | 259 578          | 13,2 / 100,0     | 3,4              | 4 / 31    | 1       |
|                         | Partido do Reich Alemão     | 42 389             | 2,1 / 100,0        | 0,3                | 44 644           | 2,3 / 100,0      | 0,4              | 0 / 31    | Estável |
|                         | União Alemã pela Paz        | 29 260             | 1,5 / 100,0        | Novo               | 29 867           | 1,5 / 100,0      | Novo             | 0 / 31    | Novo    |
|                         | Outros                      | 8 517              | 0,5 / 100,0        |                    | 11 744           | 0,6 / 100,0      |                  | 0 / 31    |         |
| Votos Inválidos         | Votos Inválidos             | 69 645             | 3,4 / 100,0        | Estável            | 99 994           | 4,8 / 100,0      | 0,9              |           |         |
| Total                   | Total                       | 2 069 927          | 100,0 / 100,0      |                    | 2 069 927        | 100,0 / 100,0    |                  | 31 / 31   |         |
| Eleitorado/Participação | Eleitorado/Participação     | 2 348 108          | 88,2 / 100,0       | 0,1                | 2 348 108        | 88,2 / 100,0     | 0,1              |           |         |

### Sarre
| Partido                 | Partido                     | Distrito Eleitoral | Distrito Eleitoral | Distrito Eleitoral | Lista de Partido | Lista de Partido | Lista de Partido | Deputados | +/-     |
| Partido                 | Partido                     | Votos              | %                  | +/-                | Votos            | %                | +/-              | Deputados | +/-     |
| ----------------------- | --------------------------- | ------------------ | ------------------ | ------------------ | ---------------- | ---------------- | ---------------- | --------- | ------- |
|                         | União Democrata-Cristã      | 291 936            | 49,3 / 100,0       | 5,3                | 284 255          | 49,0 / 100,0     | 5,6              | 5 / 9     | Estável |
|                         | Partido Social-Democrata    | 198 625            | 33,6 / 100,0       | 8,3                | 194 003          | 33,5 / 100,0     | 8,4              | 3 / 9     | 1       |
|                         | Partido Democrático Liberal | 75 373             | 12,7 / 100,0       | 5,4                | 74 893           | 12,9 / 100,0     | 5,3              | 1 / 9     | Estável |
|                         | União Alemã pela Paz        | 18 580             | 3,1 / 100,0        | Novo               | 18 683           | 3,2 / 100,0      | Novo             | 0 / 9     | Novo    |
|                         | Outros                      | 7 147              | 1,3 / 100,0        |                    | 7 775            | 1,3 / 100,0      |                  | 0 / 9     |         |
| Votos Inválidos         | Votos Inválidos             | 35 156             | 5,6 / 100,0        | 0,3                | 47 208           | 7,5 / 100,0      | 1,0              |           |         |
| Total                   | Total                       | 626 817            | 100,0 / 100,0      |                    | 626 817          | 100,0 / 100,0    |                  | 9 / 9     | 1       |
| Eleitorado/Participação | Eleitorado/Participação     | 714 512            | 87,7 / 100,0       | 1,6                | 714 512          | 87,7 / 100,0     | 1,6              |           |         |

### Schleswig-Holstein
| Partido                 | Partido                                      | Distrito Eleitoral | Distrito Eleitoral | Distrito Eleitoral | Lista de Partido | Lista de Partido | Lista de Partido | Deputados | +/-     |
| Partido                 | Partido                                      | Votos              | %                  | +/-                | Votos            | %                | +/-              | Deputados | +/-     |
| ----------------------- | -------------------------------------------- | ------------------ | ------------------ | ------------------ | ---------------- | ---------------- | ---------------- | --------- | ------- |
|                         | União Democrata-Cristã                       | 609 048            | 43,5 / 100,0       | 6,7                | 569 216          | 41,8 / 100,0     | 6,3              | 13 / 24   | 1       |
|                         | Partido Social-Democrata                     | 510 160            | 36,5 / 100,0       | 5,6                | 495 728          | 36,4 / 100,0     | 5,6              | 8 / 24    | 1       |
|                         | Partido Democrático Liberal                  | 174 848            | 12,5 / 100,0       | 7,5                | 188 619          | 13,8 / 100,0     | 8,2              | 3 / 24    | 2       |
|                         | Partido de Toda Alemanha                     | 50 356             | 3,6 / 100,0        | 7,0                | 52 820           | 3,9 / 100,0      | 8,2              | 0 / 24    | 1       |
|                         | Federação dos Votantes de Schleswig-Holstein | 24 951             | 1,8 / 100,0        | 0,7                | 25 449           | 1,9 / 100,0      | 0,6              | 0 / 24    | Estável |
|                         | União Alemã pela Paz                         | 17 399             | 1,2 / 100,0        | Novo               | 17 951           | 1,3 / 100,0      | Novo             | 0 / 24    | Novo    |
|                         | Outros                                       | 12 587             | 0,9 / 100,0        |                    | 13 583           | 1,0 / 100,0      |                  | 0 / 24    |         |
| Votos Inválidos         | Votos Inválidos                              | 32 355             | 2,3 / 100,0        | 0,1                | 68 338           | 4,8 / 100,0      | 0,8              |           |         |
| Total                   | Total                                        | 1 431 704          | 100,0 / 100,0      |                    | 1 431 704        | 100,0 / 100,0    |                  | 24 / 24   | 1       |
| Eleitorado/Participação | Eleitorado/Participação                      | 1 626 141          | 88,0 / 100,0       | 0,3                | 1 626 141        | 88,0 / 100,0     | 0,3              |           |         |